# Brooklyn Heights
Brooklyn Heights (littéralement Les Hauteurs de Brooklyn) est un quartier de la ville de New York, situé dans l'arrondissement de Brooklyn. Autrefois baptisé Brooklyn Village, il est devenu depuis 1834 l'un des principaux quartiers de Brooklyn.

## Démographie
Composition ethno-raciale en 2010, :
- Blancs non hispaniques (75,2 %)
- Hispaniques et Latinos (7,3 %)
- Asiatiques (8,8 %)
- Noirs (5,5 %)
- Métis (2,7 %)
- Autres (0,5 %)

Selon l'American Community Survey, pour la période 2011-2015, 77,6 % de la population âgée de plus de 5 ans déclare parler l'anglais à la maison, 7,7 % l'espagnol, 2,9 % une langue chinoise, 1,4 % le français, 1,4 % l'italien, 0,8 % l'allemand, 0,8 % le russe, 0,8 % le polonais, 0,6 % le coréen, 0,6 % le tagalog, 0,5 % l'hindi et 4,9 % une autre langue.

## Patrimoine
- Église Sainte-Anne et Sainte-Trinité.